# Castello di Monasterolo
Il castello di Monasterolo  è un castello in rovina situato nell'omonimo comune in val Cavallina, in provincia di Bergamo.

## Storia

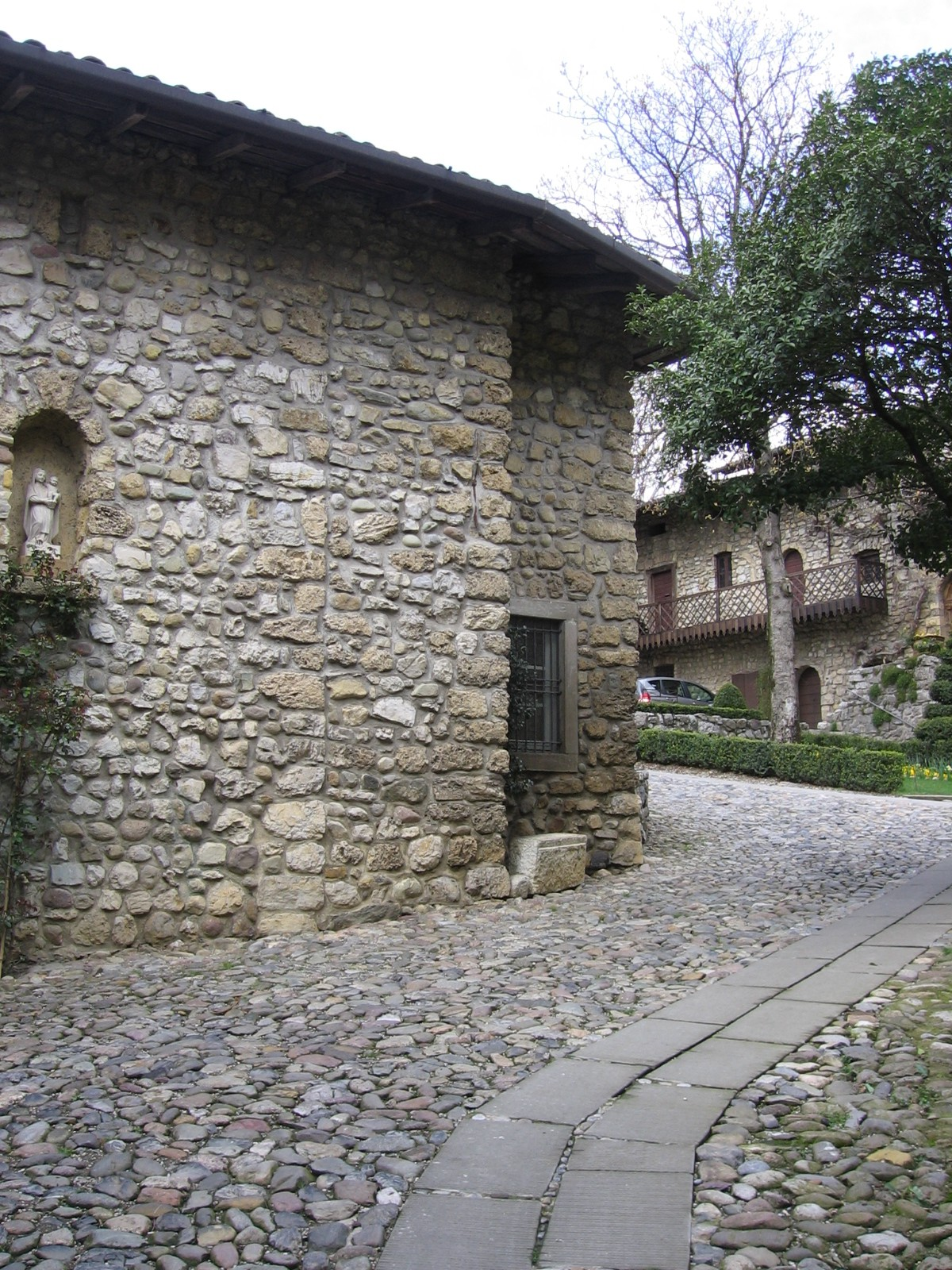
La corte bassa

Le origini del castello sono tuttora controverse. Pare infatti che l'attuale struttura venne edificata in luogo di un precedente edificio risalente all'alto Medioevo adibito a monastero benedettino ed abbattuto al termine dell'VIII secolo dall'esercito dei Franchi (anche se altre ipotesi indicherebbero Federico Barbarossa).
Tale teoria è suffragata dal ritrovamento delle fondamenta di tale costruzione, tipiche dell'architettura benedettina. La nuova struttura invece è di difficile datazione, in quanto mancano documenti che ne attestino l'esistenza: fino a qualche tempo fa si pensava che il "castra monasteriolo" riportato in atti del 989 e del 1022, fosse riferito al castello in questione, mentre più probabilmente è da ricollegare al borgo medievale di Monasterolo, sito nel comune di Robecco d'Oglio in provincia di Cremona.
Il primo documento attribuibile in modo certo risale invece al 1130, epoca in cui si pensa che il maniero fosse utilizzato sia per scopi difensivi che residenziali. Si presume inoltre che la fortificazione fosse anche adibita al deposito di animali e scorte alimentari durante il passaggio di eserciti nemici, nonché come rifugio degli abitanti della piccola comunità durante tali situazioni di pericolo.
I primi proprietari furono gli appartenenti alla famiglia Mozzo, a cui poi subentrò la famiglia Suardi, che ricopriva un ruolo predominante sull'intera vallata quindi i Terzi.
Nessun episodio di rilievo si verificò fino all'arrivo della Repubblica di Venezia (prima metà del XV secolo) la quale, al fine di porre fine alle lotte tra guelfi e ghibellini, ordinò la distruzione di tutte le fortificazioni. La famiglia Suardi, al fine di evitare la demolizione del castello, decise di renderlo una dimora signorile a tutti gli effetti.
I secoli seguenti videro un progressivo ma inesorabile abbandono della struttura, fino al punto da renderla fatiscente ed a rischio di crolli. Negli anni trenta venne ceduto dalla famiglia Terzi alla contessa britannica Winifred Terni De Gregory e soltanto nel 1937 vennero iniziati i lavori di restauro che, protratti fino al 1945, videro il recupero sia degli interni che dei giardini.
Il castello ha fatto da set cinematografico per il film Tutti gli uomini del deficiente della Gialappa's Band, dove rappresentava la sede centrale della Totem Arts

## Architettura
L'edificio, che si trova su una piccola collinetta di origine morenica posta tra l'estremità meridionale del lago di Endine e la sponda sinistra del fiume Cherio, è circondato su tre dei quattro lati da una cinta muraria, mentre a nord è delimitato dal lago e, nei secoli scorsi, da paludi. La muratura è costituita da conci grossolani e pietre poco lavorate, con dimensioni diverse a seconda dell'altezza a cui sono poste.
L'ingresso è posto nel lato a sud, ed è costituito da un portale in stile gotico a forma ogivale: da questo si accede alla cosiddetta Corte bassa, costituita da un cortile a pianta quadrata circondato da cinta muraria dotata di camminamento di ronda e merlature: queste ultime non sono altro che un motivo ornamentale, aggiunte in un secondo momento rispetto al resto della struttura. A sinistra dell'ingresso inoltre si trova un piccolo Oratorio, dedicato a Sant'Anna, risalente al XVII secolo.
La struttura prosegue quindi con la Corte alta, a forma trapezoidale: costituita da un corpo ad "L" su due piani che possiede un porticato dotato di archi e colonne nonché numerose stanze, è completata da un altro piccolo cortile a forma irregolare.